# Jimmy Cabot
Jimmy Cabot (Chambéry, 18 de abril de 1994) é um futebolista profissional francês que atua como atacante.

## Carreira
Jimmy Cabot começou a carreira no Troyes. Em 16 de agosto de 2013, Cabot marcou seu primeiro gol pelo clube na derrota fora de casa para o Nîmes Olympique por 3–2, em partida válida pela Segunda Divisão da França.
Cabot deixou o Lorient após a promoção do clube para a Ligue 1 na temporada 2019–20. Em 25 de setembro de 2020, ele assinou um contrato de três anos com o Angers, escolhendo a camisa número 11.
Em 22 de junho de 2022, Cabot deixou o Angers e assinou um contrato válido por quatro temporadas com o Lens, numa transferência cotada em dois milhões de euros.